# 岐阜県広域防災センター

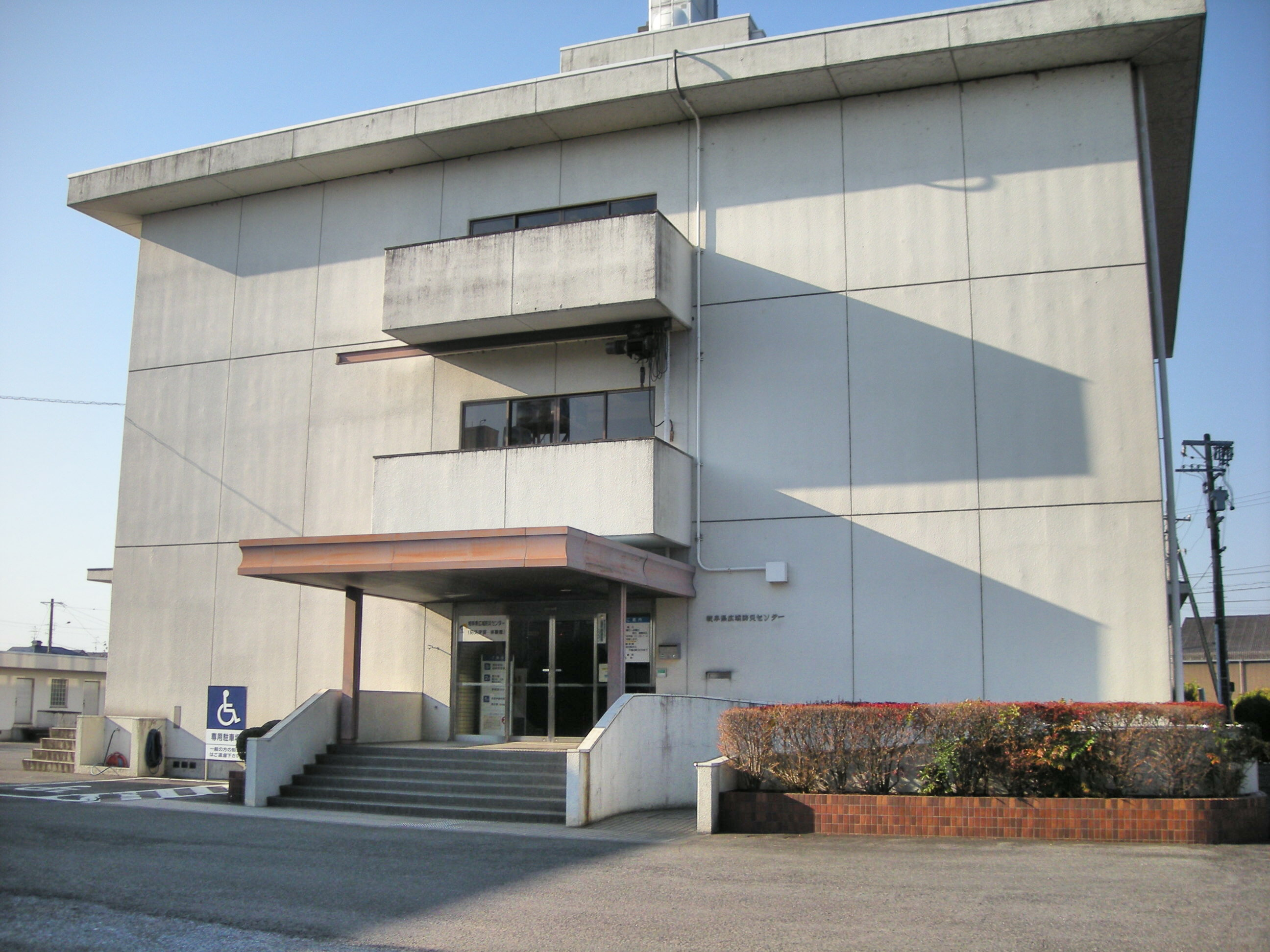
岐阜県広域防災センター

岐阜県広域防災センター（ぎふけんこういきぼうさいセンター）は、岐阜県各務原市川島小網町にある防災センターである。

## 概要
- 岐阜県消防学校の敷地内に1982年(昭和57年)5月に開設。開設当初は本館のみであったが、1997年（平成9年）に防災資機材備蓄庫（現・防災備蓄館）が完成。本館は防災知識の普及向上を目的とした学習・体験館となっている。防災備蓄館は防災用資機材の備蓄を行っており、実際の災害時には応急対策活動の拠点施設ともなる。
- 学習・体験館は濃尾地震、関東地震（関東大震災）、兵庫県南部地震（阪神・淡路大震災）などの地震を再現する地震体験装置、各種体験学習と防災に関する常設展示などが行われている。防災備蓄館の内部も見学可能である。

## 施設

### 学習・体験館
- 地震体験装置
- 展示パネル（地震、風水害、雪害、火山、林野火災、消防団など）
- 消火器訓練
- 岐阜県地形ジオラマ

など

### 防災備蓄館
- 防災用資機材

## 所在地
- 岐阜県各務原市川島小網町2151 （岐阜県消防学校敷地内）

## 利用案内
- 開館時間 : 9:00 - 16:30
- 開館日 : 毎週火～金曜日。毎月第3日曜日　※祝日及び年末年始（12月28日〜1月4日）は休館
- 入場料 : 無料

## 交通機関
- 各務原市ふれあいバス川島線「消防学校前」バス停より徒歩約1分。